# Micraira
Tribu
Genre
Micraira est un genre de plantes monocotylédones de la famille des Poaceae, sous-famille des Micrairoideae, originaire d'Australie. Ce sont des plantes herbacées vivaces à tiges prostrées, aux inflorescences en panicules.
Ce genre est le seul de la tribu des Micraireae (tribu monotypique). Il comprend en principe 13 espèces (selon GrassWorld).

## Liste d'espèces
Selon World Checklist of Selected Plant Families (WCSP) (10 septembre 2016) :
- Micraira adamsii Lazarides (1979)
- Micraira brevis M.D.Barrett & R.L.Barrett (2005)
- Micraira compacta Lazarides (1979)
- Micraira dentata Lazarides (1979)
- Micraira dunlopii Lazarides (1984 publ. 1985)
- Micraira inserta Lazarides (1984 publ. 1985)
- Micraira lazaridis L.G.Clark, Wendel & Craven (1995)
- Micraira multinervia Lazarides (1984 publ. 1985)
- Micraira pungens Lazarides (1979)
- Micraira spiciforma Lazarides (1984 publ. 1985)
- Micraira spinifera Lazarides (1979)
- Micraira subspicata Lazarides (1979)
- Micraira subulifolia F.Muell. (1866)
- Micraira tenuis Lazarides (1979)
- Micraira viscidula Lazarides (1984 publ. 1985)